# Sidney Drell
Sidney David Drell (Atlantic City, 13 de setembro de 1926 – Palo Alto, 21 de dezembro de 2016) foi um físico e especialista em controle de armas estadunidense.
Foi professor emérito do Centro de Aceleração Linear de Stanford (SLAC) e fellow da Hoover Institution. Drell foi um contribuidor de destaque nos campos da eletrodinâmica quântica e física de partículas. O processo Drell-Yan é parcialmente denominado em sua honra. Recebeu o Prêmio Enrico Fermi de 2000.
Foi co-autor do livro clássico "Relativistic Quantum Mechanics", com James Bjorken. Era conselheiro científico do Governo Federal dos Estados Unidos, e membro fundador do JASON. Fazia parte do quadro de dirigentes do Los Alamos National Security, a companhia que opera o Laboratório Nacional de Los Alamos. Era especialista no campo do controle de armas nucleares e co-fundador do "Center for International Security and Arms Control", atualmente denominado "Center for International Security and Cooperation". Era fellow senior da Hoover Institution e também exímio violinista. Ele foi um dos que assinaram uma petição para o presidente Barack Obama em 2015 para que o Governo Federal dos Estados Unidos fizesse um pacto de desarmamento nuclear e de não-agressão.
Sidney Drell morreu em 21 de dezembro de 2016, aos 90 anos. Era pai de Persis Drell, atual diretora do Centro de Aceleração Linear de Stanford (SLAC).

## Educação
- PhD, Universidade de Illinois em Urbana-Champaign, 1949

## Condecorações
- 11ª Prêmio Heinz em Política Pública[4]